# 魏特斯費爾德
魏特斯費爾德是奧地利的城鎮，位於該國東北部，由下奧地利邦負責管轄，面積87.2平方公里，其中四分一面積是林區，海拔高度441米，2012年人口1,615。